# Хань Фэн
Хань Фэн (кит. упр. 韩锋, пиньинь Hán Fēng; 5 декабря 1983, Шицзячжуан, провинция Хэбэй) — китайский футболист, вратарь клуба Суперлиги Китая «Хэнань Констракшн».

## Карьера

### Клубная карьера
Профессиональную карьеру начал в 2002 году в клубе «Гуанчжоу», который тогда выступал во втором по значимости дивизионе. Хань Фэн рассматривался как многообещающий голкипер и из команды был заявлен в состав национальной сборной до 20 лет. В сезоне 2005 года игроком заинтересовался «Сямынь Ланьши», в итоге он был обменян на Ли Вэя. Переход оказался удачным, а «Сямынь» в этом году стал победителем чемпионата и получил возможность со следующего, 2006 года принять участие в турнире элитного дивизиона. Однако, в дальнейшем клуб сделал ставку на выступавшего за национальную сборную голкипера Ань Ци и Хань достаточно часто оставался в запасе. В дальнейшем клуб вылетел из высшего дивизиона, а в 2007 году был распущен. В качестве свободного агента в 2008 году присоединился к команде «Шэньчжэнь Шанцинъинь», однако в команде стал третьим вратарем и за весь сезон только раз, 23 ноября 2009 года вышел на поле против «Чжэцзян Гринтаун», в котором его команда одержала победу со счётом 3-2. В следующем сезоне игрок перешёл в «Ханчжоу Гринтаун», где стал вторым вратарем. Некоторое время не появлялся в основе, однако в сезоне 2010 года тренер У Цзиньгуй был разочарован игрой «первого номера» Цзян Бо и Хань Фэн получил игровое время.

### Международная карьера
Выступал за национальную сборную Китая в молодёжных командах до 17 и 20 лет, однако в большинстве турниров непосредственного участия не принимал и в основном находился в запасе.

## Достижения
Сямынь Ланьши:
- Чемпион первой лиги: 2005